# جون إتش بيكرينغ
جون إتش بيكرينغ (بالإنجليزية: John H. Pickering)‏ هو محامي أمريكي، ولد في 27 فبراير 1916 في هاريسبورغ في الولايات المتحدة، وتوفي في 19 مارس 2005 في واشنطن العاصمة في الولايات المتحدة.